# Cnemidocarpa finmarkiensis
Cnemidocarpa finmarkiensis (лат.) — вид одиночного оболочника из семейства Styelidae класса асцидий. Обитает на мелководье северного и северо-восточного побережья Тихого океана.

## Описание
C. finmarkiensis — одиночный оболочник, который не имеет подошвы, но прикрепляется к субстрату широким основанием и часто выглядит полусферическим. Два сифона расположены далеко друг от друга и хорошо заметны при расширении, но гораздо менее заметны при сокращении, напоминая маленькие крестики. Длина тела, как правило, не более 3 см, но может достигать 5 см при ширине 2,5 см. Туника — тонкая, но прочная, гладкая и блестящая. Животные часто жемчужные или непрозрачные, ярко-красного или розовато-красного цвета, маленькие особи часто бывают белыми. 
Химический состав туники содержит 12,4% органических веществ, более половины которого составляет целлюлоза (туницин), остальное — белок.

## Ареал и местообитание
C. finmarkiensis является холодноводным видом. Встречается в северной и северо-восточной части Тихого океана. В Арктике он околобореальный, на северо-западе Тихого океана ареал простирается от Аляски до Пойнт-Консепшн в Калифорнии. Обитает в неритической зоне от нижнего сублиторального уровня на глубине до 50 м. В Японии встречается на глубине до 540 м.

## Экология

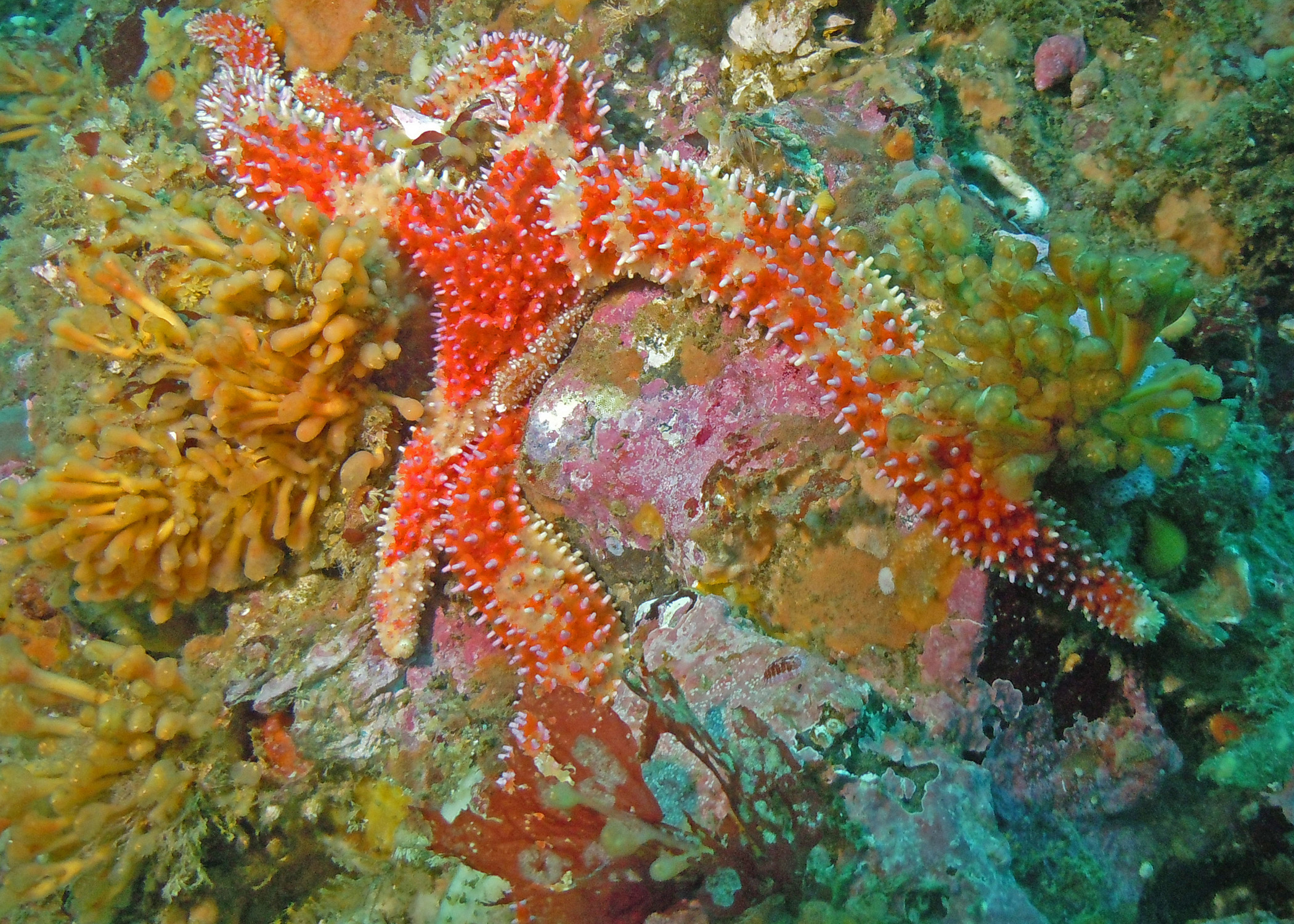
Радужная звезда Orthasterias koehleri.

Как и другие оболочники, C. finmarkiensis питаются путём фильтрации питательной суспензии. Вода поступает в организм через ротовой сифон под действием ресничек, выстилающих жаберные щели, частицы пищи извлекаются и вода выводится через клоакальный сифон. Является гермафродитом, размножается летом, оплодотворение — внешнее. Внутри атриума оболочника часто обитает эктопаразитический копепод Pygodelphys aquilonaris. Кроме этого, вокруг основания оболочника укрываются различные беспозвоночные. Хищник этого оболочника — радужная звезда Orthasterias koehleri.